# Bătălia de la Wolf Mountain
Bătălia de la Wolf Mountain, cunoscută și sub numele de Bătălia lui Miles de pe Râul Tongue, Bătăția de la Butte sau Bătălia de la Belly Butte - ultimul în perspectiva Cheyenne-ilor Nordici -, a avut loc pe 8 ianuarie 1877, în teritoriul sudic al statului Montana, între soldații armatei Statelor Unite și triburile Lakot Sioux și Cheyenne-ii Nordici, parte a Marelui Război Sioux din 1876. Câmpul de bătălie era situat la aproape patru mile sud-vest de Birney, de-a lungul Râului Tongue. În 2001, Câmpul de luptă Munții Lupului a fost inclus pe Registrul Național al Locurilor Istorice. A fost ridicat la statutul de Monument Istoric de importanță națională în 2008.

## Istoric
În urma înfrângerii suferite de locotenent-colonelul George A. Custer pe 25 iunie 1876, în Bătălia de la Little Bighorn, guvernul Statelor Unite a trimis un număr imens de întăriri în Montana. Până în toamnă, câteva trupe din triburile Sioux și Cheyenne au început să se reîntoarcă în rezervații și agenții pentru a achiziționa mâncare și anuități. Acestea vor fi folosite în pregătirea pentru iarnă. Congresul Statelor Unite i-a înfuriat pe mulți indieni deoarece a cerut cedarea Dealurilor Negre guvernului în schimbul bunurilor promise. Armata a înlocuit contractanții civili responsabili de agenții, convingând prin această acțiune ca numeroase clanuri de război să-i evite. Generalul Nelson Miles a condus o armată constituită din infanterie, artilerie și cavalerie cu scopul de a prinde clanul lui Sitting Bull, clan pe care avea să-l învingă până în decembrie. Ranald S. Mackenzie i-a învins pe Cheyenne-ii lui Dull Knife în timp ce aceștia hoinăreau prin zăpadă și gheață în încercarea de a se alătura taberei lui Crazy Horse în Valea Râului Tongue. Îngrijorat de apropierea iernii și condiția dezastroasă în care se afla clanul lui Dull Knife, Crazy Horse a decis să negocieze pacea cu armata Statelor Unite. Totuși, când un grup de cercetași Crow al acesteia a ucis delegația lui Crazy Horse, căpetenia a cerut ca aceștia să fie răzbunați. A condus o serie de mici atacuri cu scoul de a-l anagaja în conflict pe colonelul Miles aflat în Cantonamentul Râului Tongue. În decembrie, 1876, colonelul Miles, aflat în fruntea a nouă companii de infanterie, a pornit din cantonament în căutarea lui Crazy Horse, mărșăluind spre sud, până în valea râului Tongue. Pe 7 decembrie 1876, Miles a capturat câțiva Cheyenne-i nordici, iar apoi și-a stabilit tabăra de-a lungul râului Tongue - la sud de Birney, Montana - alături de cei 436 de oameni aflați sub comanda sa.

## Conflictul
Dat fiind faptul că luptele au început încă de la primele ore ale dimineții, Miles și-a organizat un perimetru defensiv de-a lungul unei culmi care cuprindea o mică colină în formă conică, denumită mai târziu Battle Butte, poziționând două tunuri lângă aceasta. La 7:00 a.m., Crazy Horse și Two Moon au inițiat o serie de atacuri împotriva soldaților lui Miles. Frstrați de puterea armatei, luptătorii s-au regrupat de câteva ori în scopul reinițierii atacului. Încercările de a flanca frontul lui Miles s-au dovedit futil când acesta din urmă și-a mutat rezervele în pozițiile critice. Într-un final, Miles a ordonat câtorva companii din cea de-a Cincea Infanterie să avanseze spre o serie de dealuri ocupate de luptătorii căpetenilor. Acesta plan s-a dovedit dificil din cauza zăpezii, soldații lui Miles depunând un imens efort în încercarea de a ocupa dealurile. În urma consolidării pozițiilor din câteva dealuri, triburile Sioux și Cheyenne s-au retras deoarece condițiile meteo s-au înrăutățit.

## Consecințe
Deși conflictul reprezintă o egalitate din multe puncte de vedere, bătălia a fost o victorie strategică a armatei Statelor Unite, demonstrând că triburile Cheyenne și Sioux nu sunt în siguranță nici măcar în condiții dificile de iarnă. Numeroase persoane au început să se reîntoarcă în rezervații. Până în mai, Crazy Horse și-a condus supraviețuitorii în Tabăra Robinson unde aceștia s-au predat.

## Ordinea de bătaie
Armata Statelor Unite (sub comanda Colonelului Nelson A. Miles)
- Regimentul 5 Infanterie[5]
  - Compania A.
  - Compania C.
  - Compania D.
  - Compania E.
  - Compania K.
  - Compania B. (detașament).
  - Compania H (detașament).
- Regimentul 22 Infanterie (sub Locotenent-colonel Elwell S. Otis)
  - Compania E.
  - Compania F.

Americanii nativi - triburile Lakota Sioux și Cheyenne-ii Nordici (sub comanda lui Crazy Horse și Two Moon)
- Aproximativ 500 de luptători.